# إيفا لونا (رواية)
إيفا لونا هي إحدى روايات الروائية التشيلية إيزابيل الليندي (بالإسبانية وبالإنجليزية Eva Luna  وهي من الروايات الرومانسية.

## نبذة قصيرة
تدور أحداث الرواية عن فتاة يتيمة من أمريكا الجنوبية تدعى إيفا لونا و تهوى سرد القصص و تربط قصة حياتها الشخصية مع الأحداث السياسية و التغيرات في أمريكا الجنوبية خلال فترة الخمسينيات إلى الثمانينيات.